# International Federation of Air Traffic Controllers’ Associations
Die International Federation of Air Traffic Controllers’ Associations (IFATCA) ist ein internationaler Berufsverband der Fluglotsen mit einer Mitgliederschaft von 131 Mitgliedsverbänden, die weltweit ca. 50.000 Fluglotsen repräsentieren. Der Verband ist in der Schweiz registriert, das Büro befindet sich jedoch in Montreal (Kanada). Präsident und Chief Executive Officer ist Patrik Peters (Deutschland, Fluglotse und Wachleiter bei der Eurocontrol, Agentur zur Sicherung der Luftfahrt), sein Vertreter ist Scott Shallies (Australien, Fluglotse bei Airservices Australia).
Ziel der Verbandsarbeit ist die Gewährleistung und Verbesserung der Flugsicherheit, der Effizienz, der Regulierungen, Unterstützung bei der Flugsicherung, Verbesserung der entsprechenden Infrastruktur und Systeme sowie Wissensvermittlung und -Austausch.
Es finden jährlich Konferenzen mit den Mitgliedern statt. Die IFATCA gibt quartalsweise die Zeitschrift THE CONTROLLER Journal of Air Traffic Control heraus. Die IFATCA besteht aus vier festen Kommissionen: Technical & Operations Committee, Finance Committee, Professional & Legal Committee und Constitution & AdministrationCommittee.